# Marie Angèle Astorch
Marie Angèle Astorch (1592-1665) est une religieuse espagnole, clarisse capucine, mystique et réformatrice d'ordre. Elle a été béatifiée par l'Église catholique. 

## Biographie
Geronime Astorch (en religion sœur Maria Angela) est née à Barcelone, le 1er septembre 1592. Elle est la quatrième enfant de Christian Astorch, juge, et de Catherine Cittela. Sa mère meurt peu après sa naissance, et elle perd son père alors qu'elle avait 5 ans. Elle sera élevée par une nourrice, puis confiée au monastère des Clarisses capucines de Barcelone où était déjà sa sœur aînée, Isabelle.
Ce n'est qu'en 1608, à l'âge de seize ans, qu'elle put y commencer son noviciat, avec la permission de l'évêque de Saragosse. Elle reçut alors le nom de Maria Angela.
Dès 1612, elle devint maîtresse des novices du monastère de Saragosse, et c'est à l'intention des novices qui lui étaient confiées qu'elle écrivit un traité de vie spirituelle. Elle était reconnue auprès de ses sœurs pour avoir le don de compréhension des Saintes Écritures, et était réputée pour savoir lire les Psaumes en latin.
En 1627, Maria Angela fut élue abbesse. Elle réforma les constitutions du monastère pour intégrer les sœurs converses à la vie de la communauté, et à la célébration de la liturgie, avec l'accord du pape. Elle-même bénéficia d'extases mystiques.
C'est en 1645 qu'elle fonda à Murcie un nouveau monastère où elle favorisa la dévotion à l'Eucharistie. Sœur Ursula Micaela Morata, fondateur du monastère à Alicante (Espagne), était son élève.
Elle continua à bénéficier de profondes grâces mystiques, malgré une fin de vie difficile, affligée d'une dégénérescence cérébrale jusqu'à peu de temps avant sa mort, le 2 décembre 1665.
Sa dépouille repose à Murcie au monastère des Capucines, son corps serait demeuré incorrompu jusqu'en 1867 (date de la dernière vérification), ses restes ont été profanés lors de la guerre civile espagnole en 1936.

## Béatification - fête
- Reconnue vénérable le 29 septembre 1850, par le pape Pie IX,
- Elle a été béatifiée le 23 mai 1982 par le pape Jean-Paul II en même temps que :
  - Pierre Donders (1809-1887)
  - Marie Rivier (1768-1838)
  - Marie-Rose Durocher (1811-1849)
  - Frère André (1845-1937)
- Sa fête est fixée au 2 décembre.

## Sources
- Osservatore Romano : 1982 n.20 - n.22
- Documentation Catholique: 1982 p.607
- Article du 1-10-2002 de Carmelo Randello dans SantiBeati